# Sylvia Agnes Muc
Sylvia Agnes Muc (* 5. Oktober 1973 in Jastrzębie-Zdrój, Polen) ist eine deutsche Schauspielerin.

## Leben
Sylvia Agnes Muc kam im Alter von sieben Jahren gemeinsam mit ihren Eltern und ihrer Großmutter als Aussiedlerkind nach Aachen. Dort sammelte sie ihre ersten Erfahrungen mit der Schauspielerei beim Schultheater. Sie besuchte das Gymnasium und machte 1993 ihr Abitur. Anschließend begann sie ein Studium in Wirtschaftsgeographie, Stadtbauwesen und Volkswirtschaftslehre in Aachen, bis sie 1994 ihre erste Rolle in der Serie Aber ehrlich! beim ZDF bekam. Am 28. November 1994 wurde sie in die Hauptbesetzung der Seifenoper Unter uns bei RTL aufgenommen. Dort spielte sie bis zu ihrem Ausstieg am 25. Oktober 2001 die Rolle der Laura Böhme.
Neben ihrer Schauspielerei moderierte Sylvia Agnes Muc mehrere Veranstaltungen und Sendungen wie Goldener Spatz, Fantastic Festival!, Top of the Pops oder VIVA Interaktiv. Zudem hatte sie Gastrollen in verschiedenen Fernsehserien, z. B. in Die Wache, Alarm für Cobra 11 – Die Autobahnpolizei und Stadtklinik auf RTL. 1999 spielte sie in dem Kurzfilm For Sale von Steve Hudson zusammen mit der früheren Verbotene Liebe-Darstellerin Kerstin Radt, ein lesbisches Pärchen.
Im Frühjahr 2003 gab sie ihr Theaterdebüt mit einer Rolle in Florian Battermanns Komödie Drei plus eins gleich Halleluja an dem Kleinen Theater in Bad Godesberg. Ab Dezember 2017 war sie an dem Boulevard Münster in der Komödie Kein Zimmer frei (englischer Originaltitel: Funny Business) von Derek Benfield zu sehen.
Sylvia Agnes Muc lebt im Rheinland, ist seit dem 10. Dezember 2004 verheiratet und hat zwei Kinder.

## Filmografie
- 1994–2001: Unter uns
- 1998: Die Wache (eine Folge)
- 1999: Stadtklinik (eine Folge)
- 1999: Alarm für Cobra 11 – Die Autobahnpolizei (eine Folge)
- 1999: For Sale (Kurzfilm)
- 2001: Dr. Stefan Frank – Der Arzt, dem die Frauen vertrauen – Die Entführung
- 2001: Dr. Stefan Frank – Der Arzt, dem die Frauen vertrauen – Die Erpressung
- 2001: Dr. Stefan Frank – Der Arzt, dem die Frauen vertrauen – Vergessene Liebe
- 2001: Dr. Stefan Frank – Der Arzt, dem die Frauen vertrauen – Bei aller Liebe
- 2002: Für alle Fälle Stefanie (eine Folge)
- 2003: Um Himmels Willen (eine Folge)
- 2003: Medicopter 117 – Jedes Leben zählt (eine Folge)